# Bustince-Iriberry
Bustince-Iriberry è un comune francese di 101 abitanti situato nel dipartimento dei Pirenei Atlantici nella regione della Nuova Aquitania.

## Società

### Evoluzione demografica
Abitanti censiti